# 北区立滝野川もみじ小学校
北区立滝野川もみじ小学校（きたくりつたきのがわもみじしょうがっこう）は、東京都北区滝野川3丁目にある公立小学校。

## 概要
東京都北区立学校第十次（平成29年度）適正配置方針に基づき、2017年（平成29年）4月1日、滝野川第六小学校と紅葉（こうよう）小学校を統合して、開校した小学校である。

## 沿革
- 2017年（平成29年）
  - 4月1日 - 開校。
  - 4月6日 - 開校式挙行し、花川区長から南里校長に校旗が授与され、新しい校歌が披露された[2]。

## 教育目標
- ◎よく考える子 ≪知≫…自ら考え、すすんで学ぶ子
- ○助け合う子 ≪徳≫…自分も相手（友達）も大切にして認め合い、協力する子
- ○たくましい子 ≪体≫…心も体も健康で、粘り強く取り組む子
- 身に付けさせたい「未来を生き抜くための資質」
  - た…誰もが大切 ≪人権感覚≫
  - き…きまりを守る ≪規範意識≫
  - も…目標をもってチャレンジ ≪自己肯定感 自主・自立≫
  - み…みんなと仲良く ≪協力・協働≫

## 通学区域
出典
- 滝野川3丁目（24番～84番）
- 滝野川4丁目（3番～34番）
- 滝野川5丁目（6番〜58番）

## アクセス
- 国際興業バス「王22」系統（王子駅～帝京大学病院～板橋駅）で、「滝野川住宅」バス停下車後、徒歩約160m・約3分
  - なお、「滝野川住宅」バス停から学校敷地までは、すぐ近くだが、校門（正門）までは道路の関係で、若干遠回りとなる。
- JR東日本京浜東北線・東京メトロ南北線王子駅から、上述の国際興業バスで、 「滝野川住宅」バス停下車後、徒歩。

## 学校周辺
- 石神井川
- 滝野川三丁目郵便局
- 紅葉遊び場
- 滝野川三丁目児童遊園
- 四本木児童遊園
- 都営滝野川3丁目第2アパート